# The ballad of Bonnie and Clyde
"The ballad of Bonnie and Clyde" es una canción grabada por el cantante de R&B británico Georgie Fame. Lanzada como sencillo, la canción alcanzó el número uno en la lista de sencillos del Reino Unido el 24 de enero de 1968, permaneciendo allí durante una semana. La canción alcanzó el número siete en los Estados Unidos más tarde ese mismo año.

## Perfil de la canción
La canción fue escrita por Mitch Murray y Peter Callander.
Fame grabó la canción después de ver la entonces controvertida película de gánsteres Bonnie y Clyde, ahora considerada un clásico, protagonizada por Warren Beatty (como Clyde Barrow) y Faye Dunaway (como Bonnie Parker). La canción, al estilo de las décadas de 1920 y 1930, presenta sonidos de tiroteos, persecuciones de autos y sirenas de policía, incluida la batalla de armas culminante que tiene lugar cuando Bonnie y Clyde llegan a su fin. La instrumentación de la canción incluye un piano, banjo, batería, trompetas, trombones y un bajo. La introducción de piano fue tomada del "Blue Monday" de Fats Domino. 
La canción es geográficamente inexacta en el primer verso, en que dice que se encuentran en Savannah. En realidad, ambos eran del este de Texas, y no hay seguridad de que se hubieran aventurado alguna vez hacia ese punto del este. 
Versiones instrumentales de la canción fueron grabadas por The Ventures (en su álbum de 1968 Flights of Fantasy) y Andre Kostelanetz (en su álbum de 1968 For the Young at Heart).

## Posiciones en listas

### Listas semanales
| Lista (1967-68)        | Posición más alta |
| ---------------------- | ----------------- |
| Australia (Go-Set)     | 5                 |
| Canadá RPM Top Singles | 1                 |
| New Zealand            | 2                 |
| UK                     | 1                 |
| U.S. Billboard Hot 100 | 7                 |
| U.S. Cash Box Top 100  | 6                 |

### Listas de fin de año
| Lista(1968)            | Posición |
| ---------------------- | -------- |
| Australia (Go-Set)     | 18       |
| Canadá                 | 17       |
| UK                     | 32       |
| U.S. Billboard Hot 100 | 29       |
| U.S. Cash Box          | 19       |